# 四條隆謌

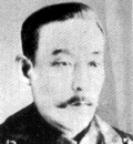
四条隆謌

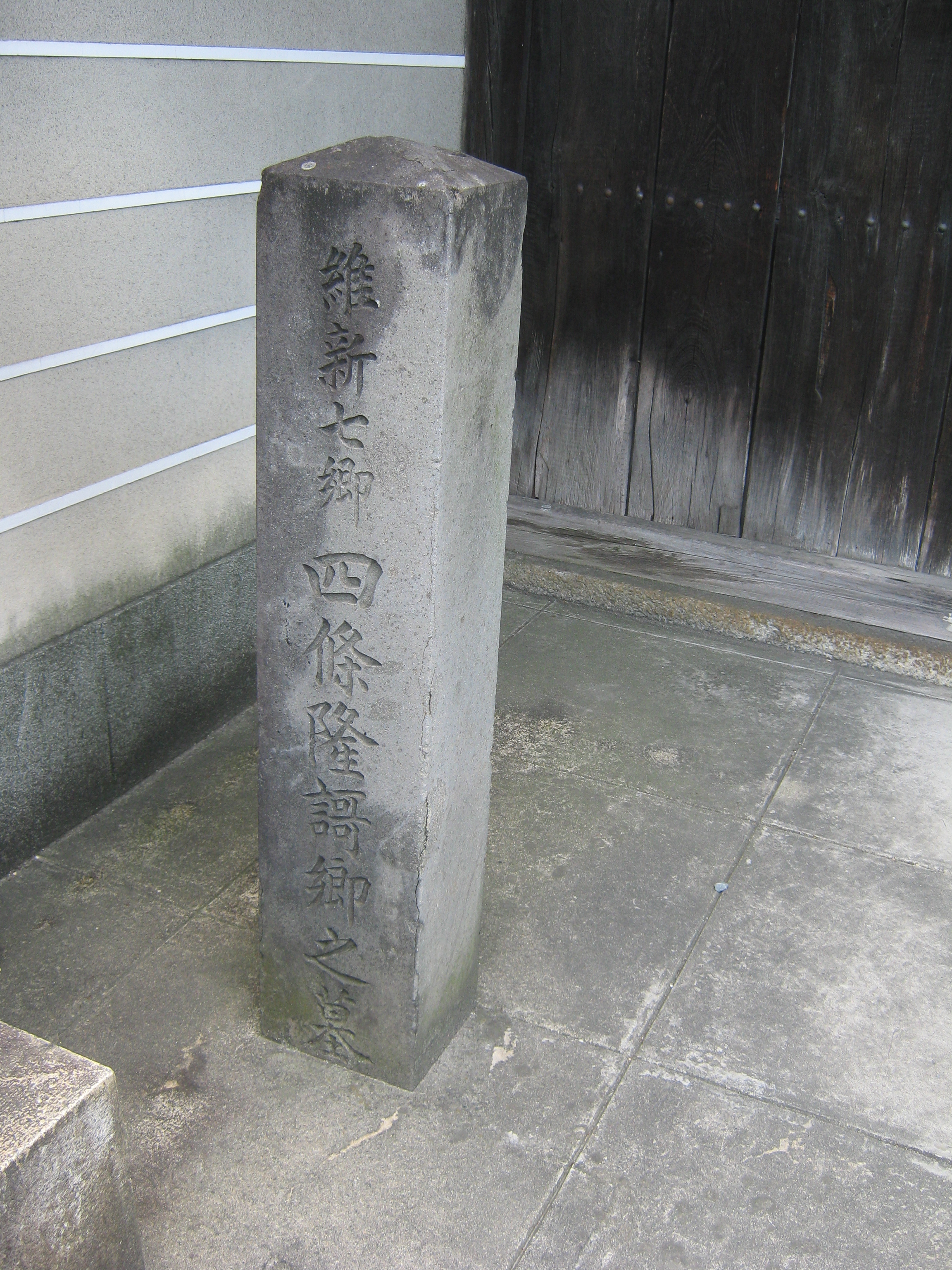
四条隆謌卿之墓、京都市東山区東大路二条妙传寺

四条隆謌（しじょう たかうた，1828年10月17日—1898年11月24日），日本江户时代末期到明治时代的华族、陆军军人。官至陆军中将正四位勋二等侯爵，曾担任元老院议官、贵族院议员。是权大纳言四条隆生的三男，权大纳言醍醐辉久的孙子。名列安政勤王八十八廷臣之一。

## 经历
幕末，四条隆謌作为攘夷派公卿而活跃。文久2年（1862年）10月，任从四位上行侍从。八月十八日政变后官位被剥夺，与另外六名公卿一起流亡长州。明治元年（1868年），在戊辰战争中先后担任中国四国追讨总督、大总督宫参谋、仙台追讨总督、奥羽追讨平潟口总督等职务。明治2年（1869年）6月，因维新功绩被赐予永世禄300石。同年7月任陆军少将。
明治5年（1872年）1月，就任大阪镇台司令长官，明治7年（1874年）4月转任名古屋镇台司令长官，明治10年（1877年）5月兼任大阪镇台司令长官，10月免去兼职。明治13年（1880年）4月任仙台镇台司令官。明治14年（1881年）2月升任陆军中将，就任元老院议官。明治17年（1884年）7月成为伯爵，明治24年（1891年）升为侯爵，就任贵族院议员。明治26年（1893年）12月转入预备役。明治31年（1898年）11月逝世。

## 年谱
- 文久2年（1862年）10月（旧历） 侍从
- 明治元年（1868年）1月（旧历） 中国四国追討总督
  - 2月（旧历） 参与职军防事务局親兵掛
  - 4月（旧历） 左近卫权少将、三等陆軍将。
  - 5月（旧历） 甲府表鎮撫使、駿府表鎮撫使。
  - 6月（旧历） 大总督宮参謀
  - 7月（旧历） 仙台追討总督
  - 8月（旧历） 奥羽追討平潟口总督
  - 11月 （旧历） 東京在职
- 明治2年（1869年）7月 陆军少将
- 明治4年（1871年）10月 大坂鎮台出差
- 明治5年（1872年）1月 大坂鎮台司令長官
- 明治7年（1874年）4月 名古屋鎮台司令長官
- 明治10年（1877年）5月-10月 兼大坂鎮台司令長官
- 明治12年（1879年）9月 名古屋鎮台司令官
- 明治13年（1880年）4月 仙台鎮台司令官
- 明治14年（1881年）2月 陆军中将、元老院議官（至1883年6月）。
- 明治17年（1884年）7月 伯爵
- 明治21年（1888年）12月 休職
- 明治24年（1891年）4月 侯爵、貴族院議員。
- 明治26年（1893年）12月 预备役
- 明治31年（1898年）11月 逝世

## 亲族
- 前妻 銈姫 黑田長溥的养女，亲父为奥平昌高，两人不和睦而无子女。
- 后妻 春子 銈姫逝世后，作为土方久元的养女迎娶京都祇园舞妓出身的春子。[1]
- 长男 四条隆愛 陆军少佐从二位勋三等侯爵，貴族院議員。
- 七男 一条实辉 海軍大佐正二位公爵，继承了一条家家督。
- 三女 加根子 三岛弥太郎之妻。